# Matthias Kofler
Matthias Kofler (* 4. März 1981 in Feldkirch, Vorarlberg) ist ein österreichischer Schauspieler.

## Leben
Kofler besuchte von 1995 bis 2000 das Musikgymnasium in Feldkirch. Er erhielt eine klassische Gesangsausbildung am Landeskonservatorium Feldkirch. Nach der Matura zog Kofler nach Wien, wo er ab 2001 am Konservatorium der Stadt Wien eine Schauspielausbildung, unter anderem bei Elfriede Ott und Tim Kramer, absolvierte. Kofler studierte Theater-, Film- und Medienwissenschaften an der Universität Wien und schloss das Studium 2014 mit einem Bachelor ab.
Kofler wirkte in verschiedenen Theater-, Opern- und Musicalproduktionen mit. Zu Beginn seiner Theaterkarriere spielte er 2003 die Anfängerrolle des Piccolo in der Operette Giuditta bei den Seefestspielen Mörbisch. 2004 verkörperte er, unter der Regie von Birgit Doll und Alexander Waechter den Rosenkrantz in Hamlet bei den Shakespeare-Festspielen auf der Rosenburg in Niederösterreich.
Am Theater zum Fürchten in der Scala Wien spielte er ab Jänner 2008 den stotternden Patienten Billy in dem Theaterstück Einer flog über das Kuckucksnest von Dale Wasserman. 2008 spielte er an der Seite von André Bauer den Anthony im Musical Sweeney Todd in Mistelbach. Beim Sommer-Kindertheater in Perchtoldsdorf übernahm er im Sommer 2008 im Rahmen des Märchensommers Niederösterreich im Kulturzentrum Perchtoldsdorf die Rolle des Erzählers in dem Kinderstück Das Rätsel der goldenen Stimmen von Alan Ayckbourn. Im selben Jahr spielte Kofler im Rahmen des Theaterprojekts „ortszeit“ auch in der Theaterproduktion Erzgang: Ein Spiel im Berge von Ursula Reisenberger nach Motiven der Novelle Erzgang von E.T.A. Hoffmann im Schaubergwerk Leogang im Pinzgau. Kofler war außerdem Ensemblemitglied des Theaterprojekts „Theater im Wohnzimmer“.
2013 und 2014 spielte er im Contra-Kreis-Theater in Bonn den Wiener Studenten Rudi in Stefan Vögels Komödie Achtung Deutsch!. Mit Achtung Deutsch! gastierte er 2015 an der Komödie im Bayerischen Hof in München und an der Komödie in Frankfurt am Main. Weitere Aufführungen folgten 2017 an der Komödie im Bayerischen Hof. In der Spielzeit 2017/18 gastierte Kofler erneut an der Komödie im Bayerischen Hof; diesmal übernahm er die Rolle des Raumausstatters Milan Pütz in der Boulevardkomödie Der Pantoffel-Panther.
Kofler wirkte in Hauptrollen auch in Fernsehproduktionen mit. 2004 war er als Lukas in der ORF/ZDF-Produktion „Der Ferienarzt... in der Wachau“ zu sehen. 2009 war er als aufstrebender junger Marketingspezialist Max Melzer in dem Fernsehfilm „Johanna – Köchin aus Leidenschaft“ der Filmsohn von Anja Kruse. Von Oktober 2010 bis August 2011 spielte er im Hauptcast der Sat.1-Soap „Hand aufs Herz“ die Rolle des Bastian Heisig.
Kofler arbeitete auch als Hörspielsprecher. Er lebt in Köln.

## Filmografie (Auswahl)
- 2004: Der Ferienarzt...in der Wachau
- 2009: Johanna – Köchin aus Leidenschaft
- 2010–2011: Hand aufs Herz (Hauptcast)